# Octavio Fabiano
Pour les articles homonymes, voir Fabiano.
Octavio Fabiano (San Sossio Baronia, Italie ; 21 janvier 1948 - Buenos Aires, Argentine ; 4 mars 2003) est un collectionneur et vulgarisateur du cinéma argentin d'origine italienne.

## Biographie
Né dans un petit village d'Italie, (San Sossio Baronia, Avellino, Campanie) sa mère l'a emmené a Buenos Aires quand il était tout jeune. Il a côtoyé la passion du cinéma quand il se présentait à une espèce de matinée qui se jouait dans le salon paroissial à l'église où il se rendait (San José Obrero de Villa Madero). La première vidéo qu'il a réalisé était un court-métrage argentin de 3 minutes de long, intitulé Puchito Campeón, publié par la Casa Cinepa. Dès son adolescence, il a commencé à explorer le monde du cinéma en voyant des films de l'époque, interprétés par des icônes comme Charlie Chaplin, être acclamés.
Il a étudié le cinéma à La Plata, où il a connu Rolando Fustiñana (es), avec qui il a travaillé à la Cinemateca Argentina. Il a été membre de l'Association de Soutien au Patrimoine Audiovisuel (Asociación de Apoyo al Patrimonio Audiovisual, Aprocinain), dont le but était d'ouvrir un nouveau champ d'action au Musée d'art latino-américain de Buenos Aires (Malba), le soutien à la préservation filmique nationale.
En 1989 il crée le Club de Cine. Il a été le premier à passer Roger Corman et, plus tard, une entité connue sous le nom de Filmoteca Buenos Aires, destinée à la préservation et à la diffusion du cinéma, aux côtés de son ami et plus intime collaborateur, Fernando Martín Peña (es), et ensuite Fabio Manes (es) les a rejoints. Ils se sont alors dirigé vers Atlas Recoleta. Il est arrivé à recomposer le film quasiment détruit Mateo (es) de 1937, réalisé par Daniel Tinayre. Il a sauvé tout le matériel possible qui se trouvait au second sous-sol du siège de l'école de cinéma de l'Instituto Nacional de Cine y Artes Audiovisuales (Incaa), qu'il a désigné comme un cimetière de film. En 1985, il publie le livre De Palma-Scorsese, en el nuevo cine americano, et il a travaillé en tant que coordinateur éditorial pour un livre biographique intitulé Hugo del Carril, un hombre de nuestro cine (1989), aux côtés d'Abel Posadas.
Il s'est partagé avec Peña et Gustavo Cabrera la présentation du programme quotidien Filmoteca: Temas de Cine sur Canal 7, en faisant des critiques indispensables sur le grand écran argentin.
En 1980, il est devenu responsable de commercialisation de la revue Crear en la Cultura Nacional, avec Abel Posadas y Oscar Bonetti. En 1997, il a travaillé pour la revue Planeta où il a écrit plusieurs articles faisant référence au cinéma national. Il a également été le directeur et éditeur de la revue Cine en la Cultura Argentina y Latinoamericana.
En 2000, il a secondé la réalisation du film Cerca de la frontera (es), joué par Ulises Dumont (es) et Claudio Gallardou (es). Il a participé au projet de Diego Curubeto pour apporter au cinéma des fragments des films d'Isabel Sarli.

### Décès
Octavio Fabiano est mort à 55 ans le mardi 4 mars 2003 pour cause d'accident vasculaire cérébral alors qu'il était au téléphone. Ses restes reposent au Cimetière San José de Flores (es).

## Crédit d'auteurs
- (es) Cet article est partiellement ou en totalité issu de l’article de Wikipédia en espagnol intitulé « Octavio_Fabiano » (voir la liste des auteurs).